# 阚珂
阚珂（1955年—），男，吉林人，中华人民共和国政治人物。

## 生平
早年进入全国人大常委会办公厅。2011年，任全国人大常委会法制工作委员会副主任。2016年2月，被免去全国人民代表大会常务委员会法制工作委员会副主任职务。